# Riccardo II di Sayn-Wittgenstein-Berleburg
Riccardo II di Sayn-Wittgenstein-Berleburg (nome completo in tedesco Richard Casimir Karl August Robert Konstantin; Gießen, 29 ottobre 1934 – Bad Berleburg, 13 marzo 2017) è stato il capo del casato di Sayn-Wittgenstein-Berleburg dal 1969 al 2017.
Era figlio del principe Gustavo Alberto e di Margareta Fouché. In tedesco era noto come Richard Fürst zu Sayn-Wittgenstein-Berleburg.

## Biografia

### Gioventù ed educazione
Il principe Riccardo II nacque nel 1934, primogenito di Gustavo Alberto, generale dell'esercito tedesco dichiarato disperso nel 1944 e morto nel 1969, e di Margareta Fouché. Fu cresciuto in Svezia dal nonno materno, il Duca di Otranto, al Castello di Elghammar.
Frequentò i collegi di Viggbyholm e Sigtuna. Dopo aver studiato scienze forestali all'Università Ludwig Maximilian di Monaco, conseguì il diploma in silvicoltura presso l'Università Georg-August di Gottinga.

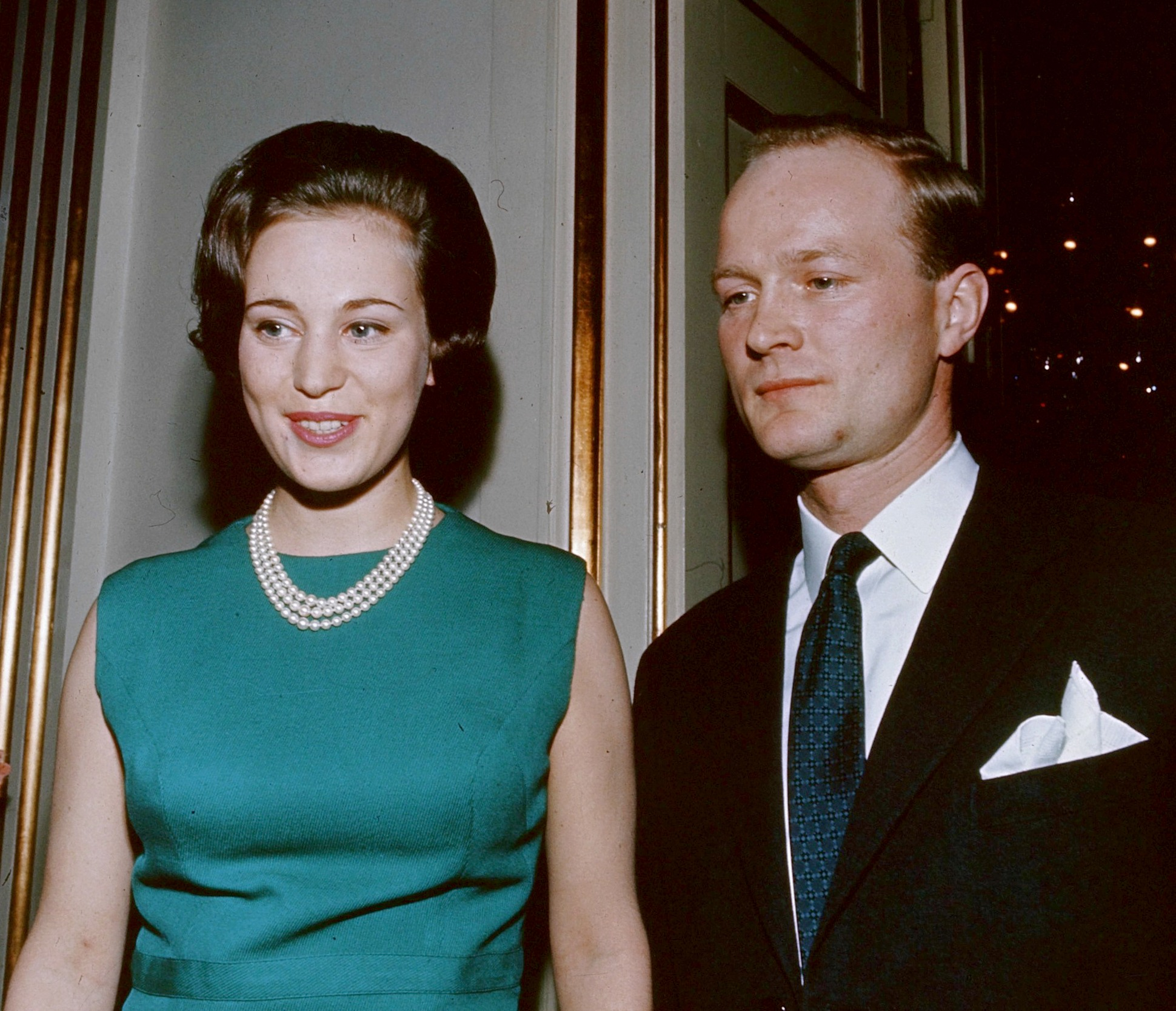
Benedetta di Danimarca e Riccardo fotografati al palazzo di Amalienborg

Si formò post laurea come Forstrferendar e ottenne una laurea come Assessor des Forstdienstes dopo aver superato l'esame di secondo livello tenuto dal Servizio Forestale di Stato del Nord Reno Westfaliano.

### Matrimonio

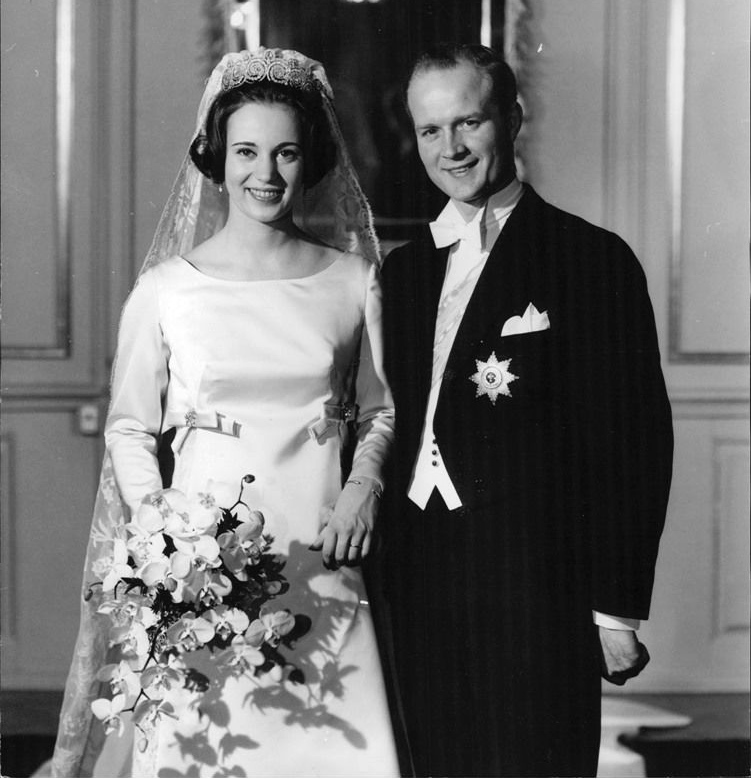
Benedetta e Riccardo fotografati nel giorno delle nozze

Riccardo sposò la principessa Benedetta di Danimarca, seconda figlia di Federico IX e Ingrid di Svezia, nella cappella del Palazzo di Fredensborg, il 3 febbraio 1968.

### Attività
Fu coinvolto in svariati programmi di conservazione e reintroduzione del bison bonasus in Europa. Usando una parte della sua proprieta' di 30,000 acri in Renania Settentrionale-Vestfalia, il programma di reintroduzione fu considerato un successo da Rewilding Europe, come parte di un più grande sforzo per riportare in Europa animali scomparsi.

### Salute
Nel luglio 2003 subì un intervento chirurgico per il trattamento del cancro alla prostata, in precedenza, aveva subito un trattamento per il cancro della pelle.

### Morte

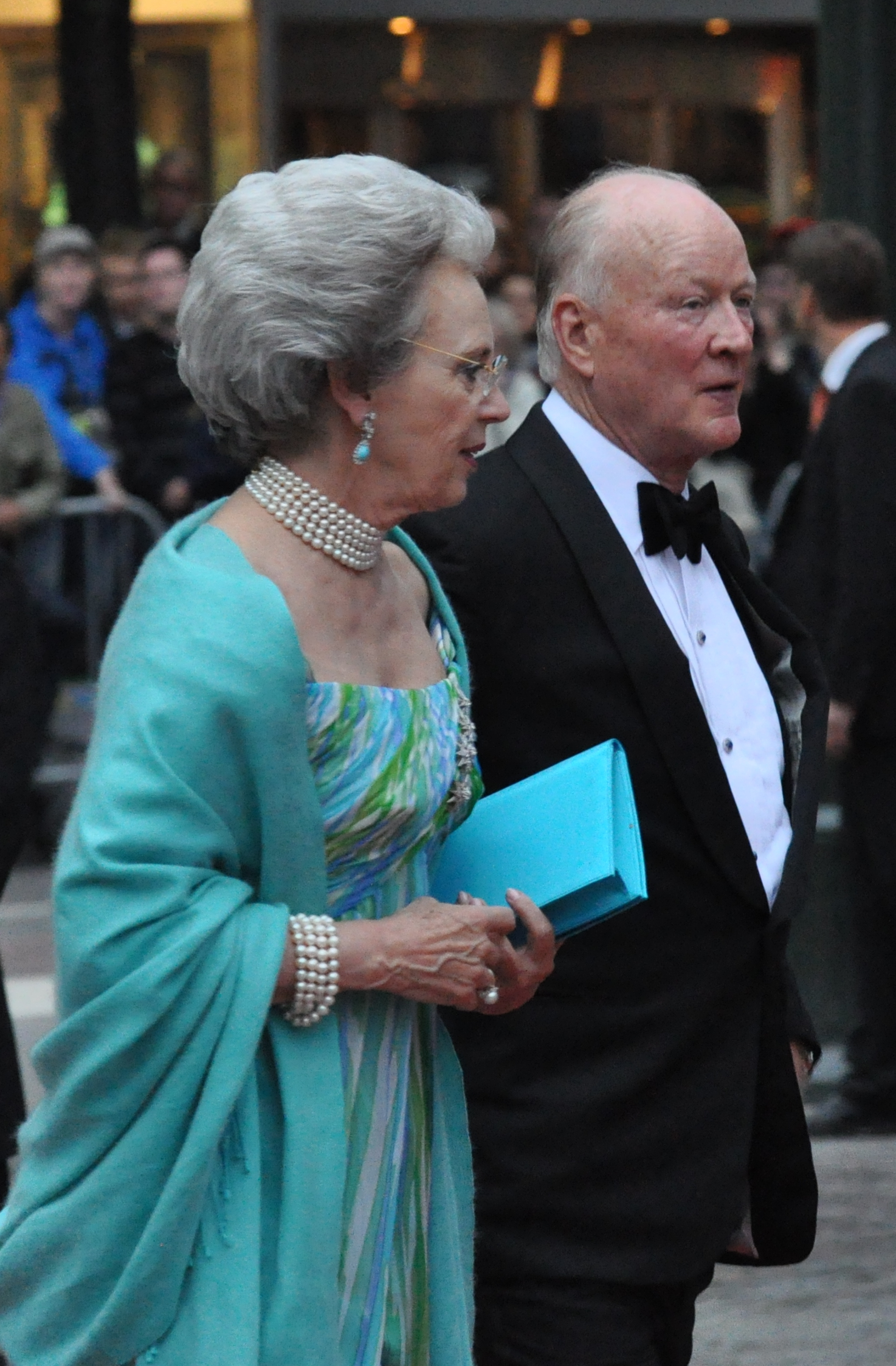
Benedetta e Riccardo II a Stoccolma nel 2010

Morì nel 2017 all'età di 82 anni, mentre la moglie stava soggiornando in Danimarca.

## Discendenza
Riccardo II di Sayn-Wittgenstein-Berleburg e Benedetta di Danimarca ebbero un figlio e due figlie:
- Gustav Frederik Philip Richard, VII principe di Sayn-Wittgenstein-Berleburg (nato il 12 gennaio 1969). Ha sposato civilmente il 3 giugno 2022 (rel. il 4 giugno 2002 nella Chiessa Evangelica di Bad Berleburg) Carina Axelsson, scrittore.
- Principessa Alexandra Rosemarie Ingrid Benedikte di Sayn-Wittgenstein-Berleburg (nata il 20 novembre 1970). Ha sposato il 6 giugno 1998 al Palazzo di Gråsten il conte Jefferson von Pfeil und Klein-Ellguth (nato il 12 luglio 1967). Hanno avuto due figli e hanno divorziato nel 2017. Alexandra si è risposata il 18 maggio 2019 con il Conte Michael Ahlefeldt-Laurvig-Bille (nato il 26 febbraio 1965).
  - Conte Friedrich Richard Oscar Jefferson von Pfeil und Klein-Ellguth (nato il 14 settembre 1999).
  - Contessa Ingrid Alexandra Irma Astrid Benedikte von Pfeil und Klein-Ellguth (nata il 16 agosto 2003).
- Principessa Nathalie Xenia Margarete Benedikte di Sayn-Wittgenstein-Berleburg (nata il 2 maggio 1975). Ha sposato il 27 maggio 2010 Alexander Johannsmann (nato il 6 dicembre 1977). Hanno due figli:
  - Konstantin Gustav Heinrich Richard Johannsmann (nato il 24 luglio 2010).
  - Louisa Margareta Benedikte Hanna Johannsmann (nata il 28 gennaio 2015).

## Titoli e trattamento
- 29 ottobre 1934 - 29 novembre 1969: Sua Altezza Serenissima, il principe Riccardo di Sayn-Wittgenstein-Berleburg
- 29 novembre 1969 - 13 marzo 2017: Sua Altezza Serenissima, il principe Riccardo II di Sayn-Wittgenstein-Berleburg

## Ascendenza
|                                                            |                                  |                                                        | Genitori                                                  |  |  | Nonni |  |  | Bisnonni                                             |  |  | Trisnonni                                           |  |
|                                                            |                                  |                                                        |                                                           |  |  |       |  |  | Gustavo, III principe di Sayn-Wittgenstein-Berleburg |  |  | Alberto, II principe di Sayn-Wittgenstein-Berleburg |  |
|                                                            |                                  |                                                        |                                                           |  |  |       |  |  | Gustavo, III principe di Sayn-Wittgenstein-Berleburg |  |  | Alberto, II principe di Sayn-Wittgenstein-Berleburg |  |
|                                                            |                                  | Christiane Charlotte Wilhelmine von Ortenburg          |                                                           |  |  |       |  |  | Gustavo, III principe di Sayn-Wittgenstein-Berleburg |  |  |                                                     |  |
| Riccardo I, IV principe di Sayn-Wittgenstein-Berleburg     |                                  |                                                        |                                                           |  |  |       |  |  | Gustavo, III principe di Sayn-Wittgenstein-Berleburg |  |  |                                                     |  |
|                                                            |                                  | Marie, contessa di Gemmingen-Hornberg                  | Hermann Ferdinand Friedrich August von Gemmingen-Hornberg |  |  |       |  |  |                                                      |  |  |                                                     |  |
|                                                            |                                  | Marie, contessa di Gemmingen-Hornberg                  | Hermann Ferdinand Friedrich August von Gemmingen-Hornberg |  |  |       |  |  |                                                      |  |  |                                                     |  |
|                                                            |                                  | Marie, contessa di Gemmingen-Hornberg                  | Pauline Philippine Maximiliane von Ellrichshausen         |  |  |       |  |  |                                                      |  |  |                                                     |  |
| Gustavo Alberto, V principe di Sayn-Wittgenstein-Berleburg |                                  | Marie, contessa di Gemmingen-Hornberg                  |                                                           |  |  |       |  |  |                                                      |  |  |                                                     |  |
|                                                            |                                  | Alfredo di Löwenstein-Wertheim-Freudenberg             | Guglielmo, IV principe di Löwenstein-Wertheim-Freudenberg |  |  |       |  |  |                                                      |  |  |                                                     |  |
|                                                            |                                  | Alfredo di Löwenstein-Wertheim-Freudenberg             | Guglielmo, IV principe di Löwenstein-Wertheim-Freudenberg |  |  |       |  |  |                                                      |  |  |                                                     |  |
|                                                            |                                  | Alfredo di Löwenstein-Wertheim-Freudenberg             | Olga von Schönburg-Glauchau                               |  |  |       |  |  |                                                      |  |  |                                                     |  |
| Madeleine zu Löwenstein-Wertheim-Freudenberg               |                                  | Alfredo di Löwenstein-Wertheim-Freudenberg             |                                                           |  |  |       |  |  |                                                      |  |  |                                                     |  |
|                                                            |                                  | Pauline von Reichenbach-Lessonitz                      | Wilhelm von Reichenbach-Lessonitz                         |  |  |       |  |  |                                                      |  |  |                                                     |  |
|                                                            |                                  | Pauline von Reichenbach-Lessonitz                      | Wilhelm von Reichenbach-Lessonitz                         |  |  |       |  |  |                                                      |  |  |                                                     |  |
|                                                            |                                  | Pauline von Reichenbach-Lessonitz                      | Amélie von Ravensburg                                     |  |  |       |  |  |                                                      |  |  |                                                     |  |
| Riccardo II, VI principe di Sayn-Wittgenstein-Berleburg    |                                  | Pauline von Reichenbach-Lessonitz                      |                                                           |  |  |       |  |  |                                                      |  |  |                                                     |  |
|                                                            | Gustave Fouché, V duca d'Otranto | Athanase Fouché, IV principe di Otranto                |                                                           |  |  |       |  |  |                                                      |  |  |                                                     |  |
|                                                            | Gustave Fouché, V duca d'Otranto | Athanase Fouché, IV principe di Otranto                |                                                           |  |  |       |  |  |                                                      |  |  |                                                     |  |
|                                                            | Gustave Fouché, V duca d'Otranto | Vilhelmina von Stedingk                                |                                                           |  |  |       |  |  |                                                      |  |  |                                                     |  |
| Charles Louis Fouché, VI duca d'Otranto                    | Gustave Fouché, V duca d'Otranto |                                                        |                                                           |  |  |       |  |  |                                                      |  |  |                                                     |  |
|                                                            |                                  | Catharina Terese Lovisa Fredrika Elisabet von Stedingk | Ludvig Ernst von Stedingk                                 |  |  |       |  |  |                                                      |  |  |                                                     |  |
|                                                            |                                  | Catharina Terese Lovisa Fredrika Elisabet von Stedingk | Ludvig Ernst von Stedingk                                 |  |  |       |  |  |                                                      |  |  |                                                     |  |
|                                                            |                                  | Catharina Terese Lovisa Fredrika Elisabet von Stedingk | Louise von Haxthausen                                     |  |  |       |  |  |                                                      |  |  |                                                     |  |
| Margareta Fouché d'Otrante                                 |                                  | Catharina Terese Lovisa Fredrika Elisabet von Stedingk |                                                           |  |  |       |  |  |                                                      |  |  |                                                     |  |
|                                                            |                                  | Ludvig Vilhelm August Douglas                          | Carl Israel Wilhelm Douglas                               |  |  |       |  |  |                                                      |  |  |                                                     |  |
|                                                            |                                  | Ludvig Vilhelm August Douglas                          | Carl Israel Wilhelm Douglas                               |  |  |       |  |  |                                                      |  |  |                                                     |  |
|                                                            |                                  | Ludvig Vilhelm August Douglas                          | Louise Katharina von Langenstein und Gondelsheim          |  |  |       |  |  |                                                      |  |  |                                                     |  |
| Hedvig Douglas                                             |                                  | Ludvig Vilhelm August Douglas                          |                                                           |  |  |       |  |  |                                                      |  |  |                                                     |  |
|                                                            |                                  | Anna Louise, contessa di Ehrensvärd                    | Albert Ehrensvärd                                         |  |  |       |  |  |                                                      |  |  |                                                     |  |
|                                                            |                                  | Anna Louise, contessa di Ehrensvärd                    | Albert Ehrensvärd                                         |  |  |       |  |  |                                                      |  |  |                                                     |  |
|                                                            |                                  | Anna Louise, contessa di Ehrensvärd                    | Hedda Vogt                                                |  |  |       |  |  |                                                      |  |  |                                                     |  |
|                                                            |                                  | Anna Louise, contessa di Ehrensvärd                    |                                                           |  |  |       |  |  |                                                      |  |  |                                                     |  |